# Amore & Vita/Saison 2012
Dieser Artikel listet Erfolge und Fahrer des Radsportteams Amore & Vita in der Saison 2012 auf.

## Erfolge in der UCI America Tour
In der Saison 2012 gelangen dem Team nachstehende Erfolge in der UCI America Tour.
| Datum   | Rennen                                        | Kat. | Fahrer                |
| ------- | --------------------------------------------- | ---- | --------------------- |
| 28. Mai | Mexikanische Meisterschaft – Einzelzeitfahren | CN   | Bernardo Colex junior |

## Zugänge – Abgänge
| Zugänge                           | Team 2011                       | Abgänge            | Team 2012                    |
| --------------------------------- | ------------------------------- | ------------------ | ---------------------------- |
| Jowtscho Jowtschew                | Cycling Team Friuli             | Wolodymyr Bileka   | Konya Torku Şeker Spor       |
| Jarosław Dabrowski                | Amore & Vita (2010)             | Serhij Hretschyn   | Konya Torku Şeker Spor       |
| Marino Palandri                   | Gragnano Sporting Club          | Jurij Metluschenko | Konya Torku Şeker Spor       |
| Uri Martins                       | Neoprofi                        | Kristian Forbord   | OneCo-Mesterhus Cycling Team |
| Anton Stortschus                  | Neoprofi                        | Andrei Kljujew     | Unbekannt                    |
| Maxym Awerin (ab 1. April)        | Neoprofi                        | Wolodymyr Kohut    | Unbekannt                    |
| Andrei Misurow (ab 27. Juni)      | RTS Racing Team                 | Sergei Kolesnikow  | Unbekannt                    |
| Viesturs Lukševics (ab 1. August) | Alpha Baltic-Unitymarathons.com |                    |                              |

## Mannschaft
| Name                    | Geburtstag        | Nationalität |              |
| ----------------------- | ----------------- | ------------ | ------------ |
| Maxym Awerin            | 28. November 1985 | Ukraine      |              |
| Wladislaw Borissow 1    | 5. September 1978 | Russland     |              |
| Bernardo Colex junior 1 | 3. Juli 1983      | Mexiko       |              |
| Jarosław Dabrowski      | 20. Juli 1983     | Polen        |              |
| Jowtscho Jowtschew      | 27. März 1991     | Bulgarien    |              |
| Anton Kaniuk            | 16. Juli 1986     | Ukraine      |              |
| Niv Libner              | 1. November 1987  | Israel       |              |
| Viesturs Lukševics      | 16. April 1987    | Lettland     |              |
| Philipp Mamos           | 6. Dezember 1982  | Deutschland  |              |
| Uri Martins             | 7. August 1990    | Mexiko       |              |
| Andrei Misurow          | 16. März 1973     | Kasachstan   |              |
| Patrik Morén            | 4. Juli 1986      | Schweden     |              |
| Marino Palandri         | 30. November 1985 | Italien      |              |
| Anton Stortschus        | 11. Mai 1992      | Ukraine      |              |
| Stagiaires              | Stagiaires        | Nationalität | Nationalität |
| Luca Cingi              | Luca Cingi        | Italien      |              |
| Amedeo Tabini           | Amedeo Tabini     | Italien      |              |